# Lepthyphantes tenerrimus
Lepthyphantes tenerrimus is een spinnensoort in de taxonomische indeling van de hangmatspinnen (Linyphiidae).
Het dier behoort tot het geslacht Lepthyphantes. De wetenschappelijke naam van de soort werd voor het eerst geldig gepubliceerd in 1929 door Eugène Simon.